# Jan-Erik Gustavsson
Jan-Erik Gustavsson, född 18 maj 1959 i Piteå landsförsamling i Norrbottens län, är en svensk företagsledare.

## Biografi
Gustavsson var Chief Technology Officer (säkerhetschef, kvalitetschef) vid Ericsson 2010–2015. Sedan 2015 är han Vice President för Combient.
Jan-Erik Gustavsson invaldes 2000 som ledamot av Kungliga Krigsvetenskapsakademien.